# Mistrzostwa Polski w kolarstwie torowym
Mistrzostwa Polski w kolarstwie torowym – coroczne zawody sportowe, w trakcie których wyłaniani są mistrzowie Polski w kolarstwie torowym, organizowane przez Polski Związek Kolarski. Rozgrywane na torze kolarskim w Pruszkowie.

## Wyniki według konkurencji
Mistrzostwa są lub były rozgrywane w następujących konkurencjach:
- Kobiety
  - sprint indywidualny,
  - wyścig na 250 metrów ze startu zatrzymanego,
  - wyścig na 500 metrów ze startu zatrzymanego,
  - keirin,
  - sprint drużynowy,
  - wyścig punktowy,
  - scratch,
  - wyścig eliminacyjny,
  - wyścig indywidualny na dochodzenie,
  - wyścig drużynowy na dochodzenie,
  - madison,
  - omnium,
  - omnium sprinterskie.
- Mężczyźni 
  - sprint indywidualny,
  - wyścig na 250 metrów ze startu zatrzymanego,
  - wyścig na 1000 metrów ze startu zatrzymanego,
  - keirin,
  - sprint drużynowy,
  - wyścig punktowy,
  - scratch,
  - wyścig eliminacyjny,
  - wyścig indywidualny na dochodzenie,
  - wyścig drużynowy na dochodzenie,
  - madison,
  - omnium,
  - omnium sprinterskie.